# Hangzhou
Hangzhou (Chinees: 杭州; pinyin: Hángzhōu; Hangzhou-dialect: [ɦaŋ][tsei]; Kantonees: Hôong Chauw) is de hoofdstad van de oostelijke provincie Zhejiang, Volksrepubliek China. De stad ligt ongeveer 180 km ten zuidwesten van de Chinese metropool Shanghai.  
Bij de volkstelling van 2020 had Hangzhou 11.936.010 inwoners. Met Shaoxing, Cixi, Yuyao en Ningbo vormt het een vrijwel aaneengesloten stedenrij van 22 miljoen inwoners.
Hangzhou is een van de bekendste en welvarendste steden van China, en staat vooral bekend om de natuurlijke en groene omgeving, met het Westelijke Meer (Xī Hú, 西湖) en de Liuhe-pagode als toeristische trekpleisters. 

## Geschiedenis
De ligging aan een brede rivier, de Qiantang Jiang, maakte van Hangzhou een aantrekkelijke vestigingsplaats. In 589 na Chr. werd Hangzhou de zetel van de prefectuur en kreeg het het recht om een stadsmuur te bouwen. Met de aanleg van het Grote Kanaal nam het belang van de stad als transportknooppunt alleen maar toe.
Hangzhou was gedurende de Zuidelijke Song-dynastie de hoofdstad van China, van het begin van de 12e eeuw tot de Mongoolse invasie in 1276. De stad telde in die tijd al ruim 1,5 miljoen inwoners, wat veel meer was dan elke andere stad in Europa op dat moment. Het was de zetel van het keizerlijke hof en een belangrijk centrum voor handel, vermaak en het leger. Daarnaast waren er ook veel kunstenaars en een grote middenklasse in de stad.
Vanwege het grote aantal inwoners en de dichtbevolkte, vaak meerdere verdiepingen tellende houten gebouwen was Hangzhou bijzonder kwetsbaar voor stadsbranden. Grote delen van de stad werden in 1132, 1137, 1208, 1229, 1237 en 1275 verwoest. Bij de stadsbrand van 1237 zouden 30.000 woningen in vlammen zijn opgegaan.

## Geografie

### Klimaat
Hangzhou kent een vochtig subtropisch klimaat, volgens de klimaatclassificatie van Köppen Cfa, met lange, hete en vochtige zomers en koude winters. In de winter valt soms sneeuw. De jaarlijkse gemiddelde temperatuur is 17 °C en de koudste maand is januari met een gemiddelde van 4,6 °C. Juli is de warmste maand met een gemiddelde van 28,9 °C. Er valt ruim 1400 millimeter neerslag per jaar en de meeste neerslag valt tussen maart en september. In augustus en september kunnen tyfoons voorkomen.
| Maand                  | jan  | feb  | mrt  | apr  | mei  | jun  | jul  | aug  | sep  | okt  | nov  | dec  | Jaar  |
| ---------------------- | ---- | ---- | ---- | ---- | ---- | ---- | ---- | ---- | ---- | ---- | ---- | ---- | ----- |
| Hoogste maximum (°C)   | 25,4 | 28,5 | 32,8 | 34,8 | 36,5 | 39,7 | 40,5 | 41,6 | 38,7 | 35,0 | 31,2 | 26,5 | 41,6  |
| Gemiddeld maximum (°C) | 8,3  | 10,3 | 14,8 | 21,1 | 26,3 | 29,1 | 33,6 | 32,8 | 28,2 | 23,2 | 17,3 | 11,3 | 21,4  |
| Gemiddeld minimum (°C) | 1,8  | 3,5  | 7,0  | 12,4 | 17,5 | 21,4 | 25,2 | 24,9 | 20,9 | 15,4 | 9,3  | 3,7  | 13,6  |
| Laagste minimum (°C)   | −8,6 | −9,6 | −3,5 | 0,2  | 7,3  | 12,8 | 17,3 | 18,2 | 12,0 | 1,0  | −3,6 | −8,4 | −9,6  |
|                        |      |      |      |      |      |      |      |      |      |      |      |      |       |
| Neerslag (mm)          | 81   | 88   | 141  | 123  | 129  | 219  | 173  | 162  | 124  | 79   | 72   | 49   | 1.440 |
| Bron: WeerOpReis.com   |      |      |      |      |      |      |      |      |      |      |      |      |       |

### Rivier en baai

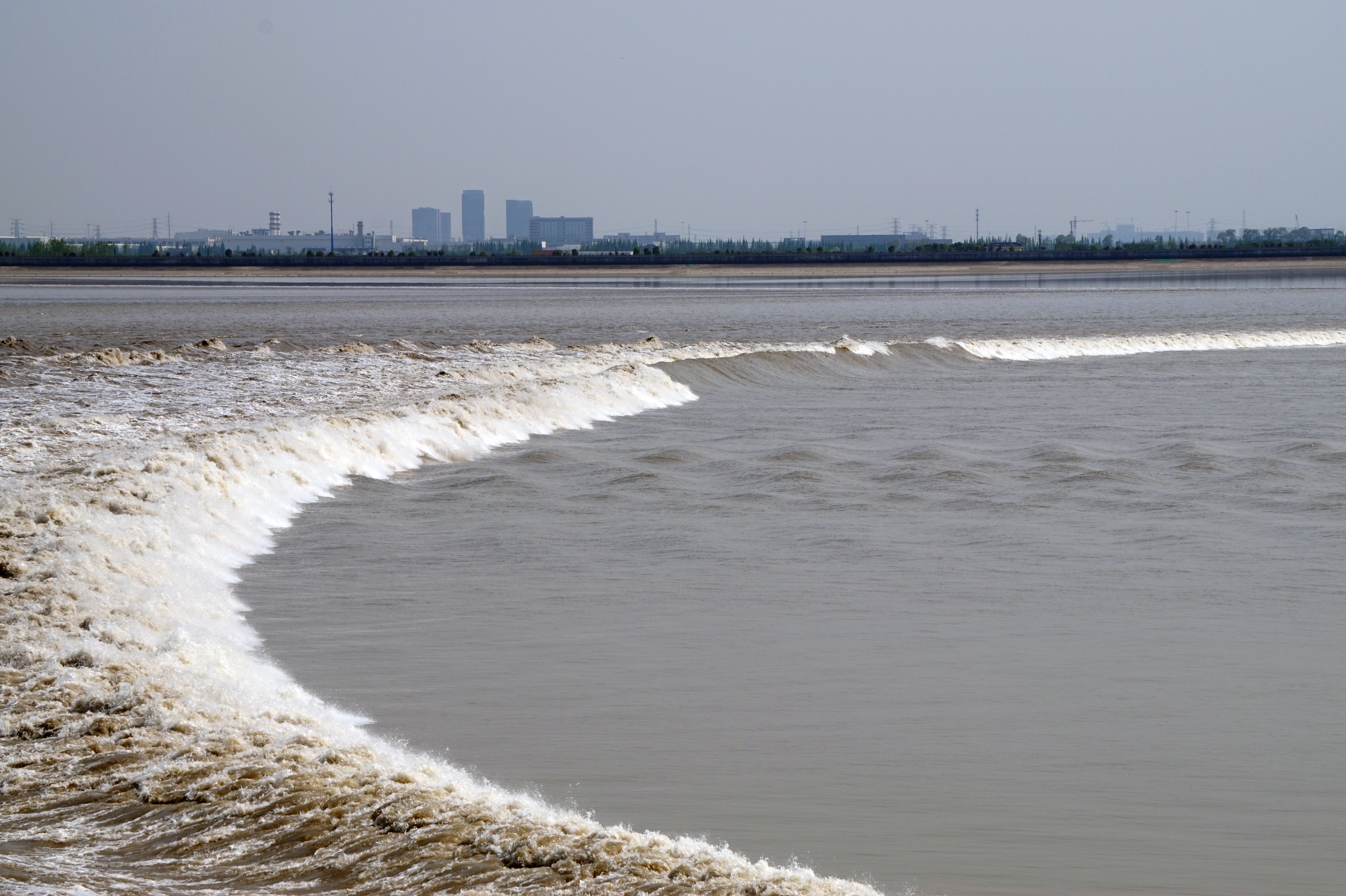
Vloedbranding in de Hangzhoubaai

De stad ligt aan de rivier Qiantang Jiang die uitmondt in de Hangzhoubaai. Bij de monding van de rivier komt 's werelds grootste vloedbranding voor, deze komt tot 9 meter hoog en verplaatst zich met een snelheid van maximaal 40 kilometer per uur.

## Transport
In Hangzhou is er een metro in gebruik en verdere uitbreiding. De eerste lijn was afgewerkt in 2012. Sindsdien werden nog tien bijkomende lijnen al gedeeltelijk of volledig afgewerkt en in gebruik genomen. De elf lijnen hebben 223 stations en het huidige netwerk heeft een lengte van 419 kilometer. Het metronetwerk is nog in volle uitbreiding.
Hangzhou is een belangrijk knooppunt op zowel het China Railway High-speed spoorwegnet, als het standaard spoorwegnet. De stad heeft meer dan 100 treindiensten per dag naar Shanghai, en 12 naar Peking. Onder meer de hogesnelheidslijn Shanghai-Kunming en de CRH lijn Shanghai-Shenzen doen de stad aan.
Op 27 km ten oosten van de stad ligt de internationale luchthaven Hangzhou Xiaoshan. De luchthaven heeft jaarlijks meer dan 28 miljoen reizigers en is de op negen na drukste luchthaven van de Volksrepubliek China. Met ingang van 8 mei 2010 onderhoudt de KLM drie keer per week een rechtstreekse verbinding vanuit Amsterdam Schiphol naar deze luchthaven. De luchthaven is door middel van meerdere metrolijnen met het stadscentrum verbonden.
De autosnelweg G2504 vormt een ringweg rond de stad.

## Sport
Van 23 september tot 8 oktober 2023 vonden in Hangzhou de Aziatische Spelen 2022 plaats.

## Stedenbanden
Hangzhou heeft een stedenband met:
- Boston (Verenigde Staten)
- Kaapstad (Zuid-Afrika)
- Paramaribo (Suriname)

## Geboren
- Yu Hua (1960), schrijver
- Luo Xuejuan (1984), zwemster
- Yang Yu (1985), zwemster
- Wu Peng (1987), zwemmer
- Sun Yang (1991), zwemmer
- Ye Shiwen (1996), zwemster